# Hamataliwa quadrimaculata
Hamataliwa quadrimaculata är en spindelart som först beskrevs av Cândido Firmino de Mello-Leitão 1929.  
Hamataliwa quadrimaculata ingår i släktet Hamataliwa och familjen lospindlar. Inga underarter finns listade i Catalogue of Life.